# Monte Aiona
Der Monte Aiona ist ein Berg in der norditalienischen Region Ligurien. Er gehört zum Ligurischen Apennin und erreicht eine Höhe von 1701 Metern. Er begrenzt zusammen mit dem Monte Maggiorasca, Monte Penna und Monte Groppo Rosso das Val d’Aveto und liegt im Naturpark Aveto.

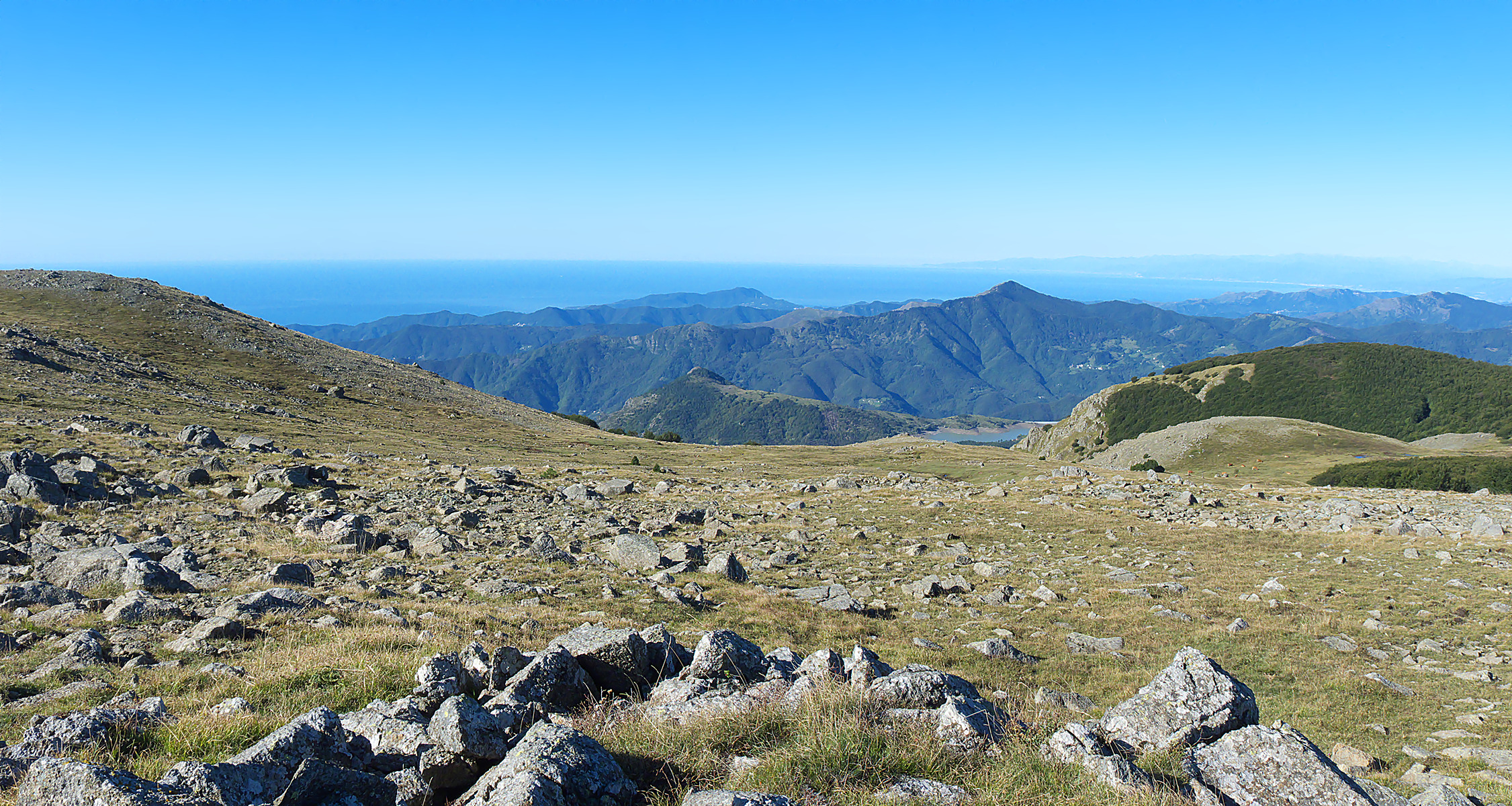
Blick vom Monte Aiona zum Ligurischen Meer

## Weblink
- Tourenbeschreibung auf den Monte Aiona auf www.altaviadeimontiliguri.it, abgerufen am 19. November 2012.